# Zdeněk Ondrášek
Zdeněk Ondrášek (* 22. Dezember 1988 in Strakonice, Tschechoslowakei) ist ein tschechischer Fußballspieler.

## Karriere

### Vereine
Ondrášek begann bei Banik Stříbro mit dem Fußballspielen und wechselte 2004 zum TJ Blatná aus dem gleichnamigen Ort, 19 Kilometer nördlich von seinem Geburtsort entfernt. Zur Saison 2005/06 wurde er von Dynamo Budweis für deren Jugendabteilung verpflichtet. 2006 rückte er in die zweite Mannschaft auf, für die er bis 2008 in 36 Punktspielen sieben Tore erzielte. Während dieser Zeit wurde er einmal in der ersten Mannschaft eingesetzt und kam so zu seinem Debüt in der Gambrinus Liga, der höchsten Spielklasse im tschechischen Fußball. Über ein Leihgeschäft war er ab Januar 2009 für den Zweitligisten FC Zenit Čáslav spielberechtigt. Unter Trainer Miroslav Koubek bestritt er 14 Punktspiele, erzielte vier Tore und trug somit zum sportlichen Aufstieg als Tabellenzweiter bei.
Nach seiner Rückkehr nach Budweis entwickelte er sich zum Stammspieler und war in der Saison 2010/11 mit zehn Toren bester Torschütze des Vereins. Auch in der Folgesaison glänzte er als regelmäßiger Torschütze, dennoch wechselte er im Frühjahr 2012 auf Leihbasis zum norwegischen Erstligisten Tromsø IL. Nachdem er auch hier in der Hinrunde mit acht Toren erfolgreich gewesen war, nahm ihn der Klub im Juli bis Ende 2015 dauerhaft unter Vertrag. Zur Saison 2016/17 wurde er vom polnischen Erstligisten Wisła Krakau unter Vertrag genommen. Dort erzielte er in insgesamt 69 Spielen 21 Tore. Im Januar 2019 wechselt er in die Major League Soccer zum FC Dallas. Von dort ging er im September 2020 zurück in seine Heimat und schloss sich Viktoria Pilsen an. Ein Jahr später ging Ondrášek von dort erst zum FCSB Bukarest nach Rumänien und kurze Zeit später zurück zu Tromsø IL. Im Januar 2022 schloss er sich erneut Wisła Krakau an und seit dem Sommer 2023 spielt er wieder bei seinem Jugendverein Dynamo Budweis.

### Nationalmannschaft
2011 absolvierte Ondrášek drei Partien für die U-21 Tschechiens. Knapp acht Jahre später debütierte er am 11. Oktober 2019 in der EM-Qualifikation gegen England für die A-Nationalmannschaft. Beim Spiel in Prag wurde er in der 65. Minute für Patrik Schick eingewechselt und erzielte 20 Minuten später den 2:1-Siegtreffer. Insgesamt absolvierte er bis November 2020 sieben Spiele und traf dabei zwei Mal.

## Auszeichnungen
- Norwegischer Torschützenkönig: 2012 (14 Tore)